# Fergie (artist)
Stacy Ann Ferguson (mer känd som Fergie), född 27 mars 1975 i Hacienda Heights i Los Angeles County i Kalifornien, är en amerikansk artist och skådespelare. Hon var med i TV-serien Kids Incorporated och musikgruppen Wild Orchid. Hon är sångerska i hiphopgruppen Black Eyed Peas. Som soloartist släppte hon debutalbumet The Dutchess i september 2006, som fick fem singlar i topp fem på Billboard Hot 100 varav tre listettor.
Hon har varit gift med skådespelaren Josh Duhamel. Paret skilde sig år 2017.

## Uppväxt
Stacey Ferguson föddes i Hacienda Heights i Los Angeles-området, och växte upp i Whittier, även det beläget i södra Kalifornien. Hon är dotter till Terri Jackson och Patrick Ferguson. Hennes föräldrar, som är av mexikanskt, irländskt och skotskt ursprung, var romersk-katolska lärare. Ferguson gick på Mesa Robles Middle School och Glen A. Wilson High School. Hon studerade dans och började sedan att röstskådespela som Sally i två filmer med Snobben.

## Skådespeleri
Som barn var Ferguson med i TV-serien Kids Incorporated i cirka fem år med bland annat Renee Sands, som tillsammans med Ferguson blev medlem i gruppen Wild Orchid. Ferguson var rösten för Sally i två filmer med Snobben. År 1994 spelade hon Ann i ett avsnitt av Våra värsta år.
År 2003 gästspelade hon i TV-serien Rocket Power på Nickelodeon som Shaffika.
Ferguson var menad att spela i The Fog, men lämnade projektet och rollen gavs till Selma Blair. Ferguson har också varit med i Poseidon och Planet Terror. Hon har en roll i musikalen Nine som hade premiär i december 2009.

## Sångkarriär

### 1991-2001: Wild Orchid
Ferguson, Renee Sands och Stefanie Ridel skapade musikgruppen Wild Orchid som släppte två album. När det tredje albumet var klart ville inte skivbolaget släppa det och Ferguson lämnade gruppen.

### 2003-framåt: Black Eyed Peas
År 2003 släppte Black Eyed Peas albumet Elephunk, som var det första med Ferguson som sångare. Hon ersatte bakgrundssångerskan Kim Hill efter att Hill lämnat gruppen år 2000. Nicole Scherzinger från Pussycat Dolls var menad att gå med i gruppen, men kunde inte vara med på grund av ett kontrakt med Eden's Crush. Ferguson fick platsen i gruppen efter att hon provsjungit "Shut Up".
År 2005 släppte gruppen Monkey Business. Tre år senare släpptes singeln "Boom Boom Pow" som toppade Billboard Hot 100 och låg högst som tia på Sverigetopplistan.

### 2006-framåt: Solokarriär
Efter de två framgångsrika albumen Elephunk och Monkey Business, ville Ferguson satsa på solokarriär. Hon släppte sitt debutalbum The Dutchess i september 2006. Albumets namn är en felstavad variant av "duchess", som kommer ifrån Sarah Ferguson. Albumet gav fem stycken hitsinglar: "London Bridge", "Fergalicious", "Glamorous", "Big Girls Don't Cry" och "Clumsy". Låten "Big Girls Don't Cry" var nominerad en Grammy, men förlorade mot Amy Winehouse.
Låten "Labels or Love" spelades in som titelmelodin i filmen Sex and the City.
Ferguson sjunger på låten Beautiful Dangerous på Slashs album Slash som släpptes i april 2010.

Hon sjunger också en cover av Guns N' Roses, "Paradise City", tillsammans med Cypress Hill.
I april 2010 gästsjöng hon på David Guettas remix av hans egen låt "Gettin' over", som även Chris Willis och LMFAO är med och sjunger på.

## Diskografi
Studioalbum
- 2006 – The Dutchess
- 2017 – Double Dutchess

## Filmografi
| År        | Titel                 | Roll        | Noter                       |
| --------- | --------------------- | ----------- | --------------------------- |
| 1984-1989 | Kids Incorporated     | Stacy       | TV-serie                    |
| 1984-1985 | Snobben               | Sally       | Röst                        |
| 1986      | Monster in the Closet | Lucy        |                             |
| 1994      | Våra värsta år        | Ann         | Avsnitt "Nooner or Nothing" |
| 1998      | Outside Ozona         | Flicka      |                             |
| 1998-2001 | Great Pretenders      | Sig själv   | Med Wild Orchid             |
| 2005      | Be Cool               | Sig själv   | Med Black Eyed Peas         |
| 2006      | Poseidon              | Gloria      |                             |
| 2007      | Planet Terror         | Tammy Visan |                             |
| 2009      | Nine                  | Saraghina   |                             |